# Bélgica en los Juegos Olímpicos de Lake Placid 1932
Bélgica estuvo representada en los Juegos Olímpicos de Lake Placid 1932 por un total de 5 deportistas que compitieron en 2 deportes.  
El equipo olímpico belga no obtuvo ninguna medalla en estos Juegos.